# Иностранка (издательство)
«Иностранка» — московское книжное издательство, специализирующееся на публикации современной зарубежной прозы. 

## История создания
Основано в 2000 году при участии журнала «Иностранная литература», с которым активно сотрудничало. В числе учредителей издательства — известный писатель и литературовед Григорий Чхартишвили (Борис Акунин).
В ноябре 2006 года Александр Мамут, владелец издательства «Махаон», приобрел 100 % издательской группы «Иностранка», куда на тот момент входили два издательства («Иностранка» и «Колибри») и книжный дистрибьютор «Либри». К этому моменту годовой оборот «Иностранки» составлял, по оценкам экспертов, 3—4 млн долларов. «Иностранка», «Колибри» и «Махаон» объединились в издательскую группу «Аттикус Паблишинг». Главным редактором вновь образованной компании был назначен Сергей Пархоменко, до этого занимавший должность директора «Иностранки». Главным редактором «Иностранка» и «Колибри» стала его жена Варвара Горностаева. Позднее к группе присоединилось питерское издательство «Азбука», образовав издательскую группу «Азбука-Аттикус».
13 октября 2008 года Пархоменко из-за разногласий с руководством группы «Азбука-Аттикус» подал в отставку. Одновременно с ним с поста главного редактора «Иностранки» ушла его жена Варвара Горностаева. Некоторое время главным редактором издательства была Ольга Морозова. 

## Книжные серии
Издательство «Иностранка» поддерживает несколько книжных серий. Самые известные из них:
- Иллюминатор — продолжение традиций знаменитой «Библиотеки журнала „Иностранная литература“», выходившей в 1980-е — начале 1990-х, в серии публикуются произведения известных зарубежных писателей второй половины XX века[4]. На 1 февраля 2008 года вышло 86 книг.
- The Best of Иностранка — в серии публикуются самые успешные книги наиболее известных авторов издательства (таких как, например, Амели Нотомб, Фредерик Бегбедер, Джон Ирвинг и др.)[4]. На 1 февраля 2008 годы вышло более 50 книг.
- Лекарство от скуки — современная зарубежная беллетристика (детективы, триллеры и т. п. «лёгкие» жанры)[4]. Составитель серии до 2016 года — Борис Акунин[4]. На 1 июля 2006 года вышло более 100 книг.
- За иллюминатором — произведения молодых зарубежных авторов. Составителем серии числился Илья Кормильцев, однако, осенью 2003 года издательство отказалось от его услуг. Летом 2006 года серия была закрыта, к этому моменту в ней вышло 47 книг.